# Ilyes Chetti
Ilyes Chetti (arabisch إلياس شتي; * 22. Januar 1995 in Annaba) ist ein algerischer Fußballspieler, der aktuell bei USM Algier unter Vertrag steht.

## Karriere

### Verein
Chetti begann seine fußballerische Ausbildung in seiner Geburtsstadt Annaba bei der USM Annaba. Im Sommer 2014 wechselte er zur US Chaouia, die ebenfalls nicht professionell spielten. Nach drei Jahren dort unterschrieb er seinen ersten Profivertrag bei der JS Kabylie. Am 12. Oktober 2017 (6. Spieltag) gab er bei einer 1:4-Niederlage gegen die USM Bel-Abbès sein Profidebüt nach später Einwechslung in der höchsten algerischen Liga. Insgesamt spielte er in jener Saison 2017/18 14 Mal in der Liga und dreimal im Pokal, in dem er mit seiner Mannschaft bis in das Finale kam, das man jedoch gegen Bel-Abbès verlor. Am sechsten Spieltag der Folgesaison schoss er gegen den MC Algier bei einem 5:0-Auswärtssieg sein erstes Tor im Profibereich überhaupt. Über die gesamte Saison war Chetti komplett gesetzt und kam zu 29 Einsätzen, wobei er zweimal selbst traf und vier Tore auflegte. Mit seiner Mannschaft wurde man Zweiter in der Liga und somit Vizemeister.
Im Sommer 2019 wurde er vom tunesischen Erstligisten und Rekordmeister Espérance Tunis verpflichtet. Direkt am ersten Spieltag der Saison 2019/20 debütierte er in der Liga gegen die US Tataouine über die vollen 90 Minuten. Mitte September kam er zudem zu seinem ersten Einsatz auf internationalem Boden, als er in der ersten Runde der Champions League gegen den Elect Sport N’Djamena FC auf dem Platz stand. Zwei Monate nach seinem Ligadebüt für Espérance schoss er gegen die US Ben Guerdane sein erstes Tor im tunesischen Fußball. Im Dezember 2019 trat Chetti mit seiner Mannschaft an der Klub-WM 2019 an, wo man Fünfter wurde und er in beiden Spielen über die volle Distanz auf dem Rasen stand. Später in der Saison kam er mit seinem Verein zudem noch ins Finale des Pokals und konnte, nach dem Ligagewinn 2020 auch den tunesischen Supercup gewinnen. Den CAF Super Cup verlor man jedoch. Chetti persönlich spielte dabei wettbewerbsübergreifend in der Saison 2019/20 30 Mal und schoss zwei Tore und legte ein weiteres auf. In der Saison 2020/21 spielte er insgesamt 25 Spiele, davon zehn in der Champions League, wo er mit dem Klub das Halbfinale erreichen konnte. Die Liga konnte man 2021 aber gewinne, den anschließenden Supercup jedoch nicht und im Pokal schieden Chetti und seine Mannschaftskollegen bereits in der zweiten Runde aus. Die Saison 2021/22 beendete der Verein mit Chetti auf Platz eins der Liga und mit dem Gewinn des Supercups, wobei Chetti in letzterem Spiel nicht zum Einsatz kam.
Im Sommer 2022 verließ Chetti den afrikanischen Kontinent und wechselte in die französische Ligue 1 zum SCO Angers. Dort debütierte er nach Einwechslung bei einem 2:2-Unentschieden gegen die AJ Auxerre in Frankreichs höchster Spielklasse. Dennoch spielte er bei Angers keine große Rolle und kam allein bis Januar 2023 nur zu zwei von 16 möglichen Einsätzen.

### Nationalmannschaft
Chetti debütierte am 27. Dezember 2018 in einem Freundschaftsspiel gegen Katar für die A-Nationalmannschaft Algeriens. Nachdem er in drei Jahren nur zwei Länderspiele absolviert hatte, stand Chetti im Kader des Arabien-Pokals 2021. Hier spielte er jede einzelne Minute für sein Land und schlug im Finale Tunesien nach der Verlängerung, womit Algerien mit Chetti den Pokal gewann. Im Anschluss absolvierte er noch ein Testspiel Anfang 2022 und stand in der Afrika-Cup-Qualifikation im Kader, spielte dann jedoch größtenteils keine Rolle mehr.

## Erfolge
Algerien
- Arabien-Pokalsieger 2021

JS Kabylie
- Algerischer Vizemeister: 2019
- Algerischer Vizepokalsieger: 2018

Espérance Tunis
- Tunesischer Meister: 2020, 2021, 2022
- Tunesischer Vizepokalsieger: 2020
- CAF Vizesupercupsieger: 2020
- Tunesischer Supercupsieger: 2020, 2022
  - Finalist: 2021